# نییرادونی
نییرادونی (به مجاری:  Nyíradony) یک منطقهٔ مسکونی در مجارستان است که در ناحیه نییرادونی واقع شده‌است. نییرادونی ۹۶٫۵۹ کیلومتر مربع مساحت و ۸٬۰۷۰ نفر جمعیت دارد.